# Phytoseius campestris
Phytoseius campestris är en spindeldjursart som beskrevs av Ehara 1967. Phytoseius campestris ingår i släktet Phytoseius och familjen Phytoseiidae. Inga underarter finns listade i Catalogue of Life.